# Prayer for the Weekend
Prayer for the Weekend, pubblicato nel 2007, è un album del gruppo musicale The Ark.
Prayer for the Weekend è stato pubblicato l'11 aprile 2007, ed è il quarto album del gruppo svedese The Ark.
Quest'ultimo album, assieme a State of the Ark (l'album precedente), trova dei rinnovamenti a livello musicale; infatti, a differenza dei primi 2 album, si nota il cambiamento totale di musica che ha fatto entrare a tutti gli effetti la band svedese nella categoria musicale del glam-rock.
Sono stati estratti tre singoli: "Absolutely No Decorum", "The Worrying Kind" e "Prayer For The Weekend".

## Tracce
1. "Prayer for the Weekend" - 4:24
2. "The Worrying Kind" - 2:56
3. "Absolutely No Decorum" - 3:47
4. "Little Dysfunk You" - 4:09
5. "New Pollution" - 4:31
6. "Thorazin Corazon" - 3:44
7. "I Pathologize" - 2:54
8. "Death to the Martyrs" - 3:54
9. "All I Want Is You" - 2:58
10. "Gimme Love to Give" - 3:59
11. "Uriel" - 5:42
12. "Any Operator Will Do (Bonus Track, digital album only)" - 3:37